# 377
377（三百七十七、さんびゃくななじゅうなな）は自然数、また整数において、376の次で378の前の数である。

## 性質
- 377は合成数であり、約数は 1, 13, 29, 377 である。
  - 約数の和は420。
- 14番目のフィボナッチ数である。1つ前は233、次は610。
  - 4番目の半素数のフィボナッチ数である。1つ前は55、次は4181。(オンライン整数列大辞典の数列 A053409)
- 118番目の半素数である。1つ前は371、次は381。
- 377 = 22 + 32 + 52 + 72 + 112 + 132
  - 連続素数の平方和で表せる6番目の数である。1つ前は208、次は666。
  - 6連続素数の平方和で表せる最小の数である。次は662。
- 各位の和が17になる12番目の数である。1つ前は368、次は386。
- 各位の立方和が713になる最小の数である。次は737。(オンライン整数列大辞典の数列 A055012)
  - 各位の立方和が n になる最小の数である。1つ前の712は4666、次の714は1377。(オンライン整数列大辞典の数列 A165370)
- 377 = 42 + 192 = 112 + 162
  - 異なる2つの平方数の和で表せる114番目の数である。1つ前は373、次は386。(オンライン整数列大辞典の数列 A004431)
  - 2つの平方数の和2通りで表せる21番目の数である。1つ前は370、次は410。
- 377 = 22 + 72 + 182 = 82 + 122 + 132 = 92 + 102 + 142
  - 3つの平方数の和3通りで表せる54番目の数である。1つ前は366、次は396。(オンライン整数列大辞典の数列 A025323)
  - 異なる3つの平方数の和3通りで表せる34番目の数である。1つ前は366、次は402。(オンライン整数列大辞典の数列 A025341)
- 377 = 13 + 23 + 33 + 53 + 63
  - n = 3 のときの 1n + 2n + 3n + 5n + 6n の値とみたとき1つ前は75、次は2019。
  - 377 = (3−1/2)3 + (5−1/2)3 + (7−1/2)3 + (11−1/2)3 + (13−1/2)3
- すべての桁が素数である52番目の数である。1つ前は375、次は522。(オンライン整数列大辞典の数列 A046034)
- 377 = 212 − 64
  - n = 21 のときの n2 − 64 の値とみたとき1つ前は336、次は420。(オンライン整数列大辞典の数列 A098849)

## その他 377 に関連すること
- 西暦377年
- ボーイング377
- WHITE377